# グローリー (戦列艦・1788年)
| グローリー | グローリー |
| 艦歴       | 艦歴 |
| ---------- | --- |
| 運用者     | イギリス海軍 |
| 建造       | プリマス工廠 |
| 発注       | 1774年7月16日 |
| 起工       | 1775年4月7日 |
| 進水       | 1788年7月5日 |
| その後     | 1825年解体 |
| 戦歴       | フィニステレ岬の海戦 |
| 性能諸元   | |
| クラス     | デューク級 98門2等戦列艦 |
| トン数     | 1931bm |
| 全長       | 砲列甲板：177ft 6in(54.1m) |
| 全幅       | 50ft (15.2m) |
| 深さ       | 船倉：21ft 2in(6.5m) |
| 推進       | 帆走（3本マストシップ） |
| 兵装       | 98門： 上砲列：12ポンド（5kg）砲30門 中砲列：18ポンド（8kg）砲30門 下砲列：32ポンド（15kg）砲28門 後甲板：12ポンド（5kg）砲8門 船首楼：12ポンド（5kg）砲2門 |

グローリー (HMS Glory) はイギリス海軍の98門2等戦列艦。

## 建造
グローリーはジョン・ウィリアムスによって設計され、1774年7月16日プリマス工廠に建造が発注された。この船の竜骨は1775年4月7日に敷かれ、進水は1788年7月5日だった。全ての艤装が完了したのは1793年12月23日だった。

## 艦歴とエピソード
グローリーは1805年にサミュエル・ワーレン艦長のもと、チャールズ・スターリング提督の旗艦としてフィニステレ岬の海戦に参加した。
この船は1809年に監獄船に改造され、1825年に解体された。